# O jediné vládě
O jediné vládě (v italském originále De Monarchia nebo také Monarchia) je latinský traktát, který napsal Dante Alighieri pravděpodobně mezi lety 1312 až 1313 (v některých publikacích se uvádí i rok 1310).
Jedná se o politický traktát rozdělený na tři knihy, kde se Alighieri zabývá vztahy mezi mocí světskou a náboženskou.
Nejvýznamnější částí traktátu je třetí kniha, kde se Alighieri nejpodrobněji věnuje vztahům mezi papežem a císařem.
Dílo bylo roku 1585 zakázáno katolickou církví a umístěno v seznamu Index librorum prohibitorum. Až teprve roku 1900 byl traktát ze seznamu vyškrtnut.